# Olympische Sommerspiele 2008/Teilnehmer (Irak)
| Gelbes Symbol für Goldmedaillen mit stilisierten Olympischen Ringen | Graues Symbol für Silbermedaillen mit stilisierten Olympischen Ringen | Braundes Symbol für Bronzemedaillen mit stilisierten Olympischen Ringen |
| ------------------------------------------------------------------- | --------------------------------------------------------------------- | ----------------------------------------------------------------------- |
| —                                                                   | —                                                                     | —                                                                       |

Irak nahm an den Olympischen Sommerspielen 2008 in Peking mit zwei Athleten, einer Frau und einem Mann, teil.
Für fünf weitere Athleten in den Sportarten Bogenschießen, Gewichtheben, Rudern und Judo waren die Meldefristen bereits abgelaufen.
Der Irak darf – entgegen früheren Ankündigungen – an den Spielen teilnehmen. Die irakische Regierung hatte mit einem Erlass vom 20. Mai 2008 die Auflösung des Nationalen Olympischen Komitees angeordnet. Dieser Eingriff in die Autonomie des nationalen Komitees führte Anfang Juni zur Suspendierung des irakischen NOKs durch das IOC. Am 29. Juli wurde entschieden, dass die Sportler doch teilnehmen dürfen.

## Teilnehmer nach Sportarten

### Leichtathletik
- Haidar Abdul Shadid (Diskuswurf, Männer)
- Dana Hussein Abdulrazak (100 m, Frauen)

### Rudern
- Hamzah Jebur, Haider Nawzad (Doppelzweier (Männer))